# Динамо (Сухумі)
Футбольний клуб «Динамо» (Сухумі) або просто «Динамо» (груз. სკ სოხუმის დინამო) — абхазький футбольний клуб з міста Сухумі, заснований 1927 року.

## Хронологія назв
- 1946—1960, з 1962 — «Динамо»
- 1961 — «Ріца»

## Історія

### Радянський період
Сухумську команду «Динамо» було створено в 1927 році. Саме в цій команді виросли перші знаменитості: Вальтер Саная та Георгій Елчіді, Автанділ Гогоберидзе та Гурген Назарян, Шота Ломінадзе, Томас Овсеіян й інші. Варто відзначити, що в 1936 році у Всесоюзній першості Грузія була представлена лише сухумською командою. Таке рішення було прийнято після того, як в липні того ж року сухумські юніори на тбіліському стадіоні «Динамо» переконливо переграли Аджарську збірну - 5:0. Газета «Червоний спорт» назвала футболістів з Абхазії найтехнічнішими гравцями турніру, а команду Сухумі - найбільш вольовою. Призами та грамотами були відзначені: В. Божко, Г. Елчіді, А. Орфаніді, П. Бумбуріді, Г.Саввіді, Г. Приданов, Ш. Ломінадзе, Г. Назарян, М. Іспіряні ін. В 1943 році сухумські динамівці в товариському матчі у себе на полі переграли з рахунком 3:1 тбіліських одноклубників, причому всі три м'ячі забив знаменитий Георгій Елчіді, якого прозвали Фундук. Через рік в команду прийшло боєздатне поповнення: Микита Симонян, Казбек Ажиба, брати Юрій иа Іван Вардіміаді, Геннадій Бондаренко, Георгій Грамматикопуло й ін. І гра наповнилася новим змістом. У 1944 році сухумці завоювали Кубок Грузії. У наступному році, граючи в Тбілісі, сухумські юніори перемагають господарів поля з рахунком 1:0 і стають чемпіонами республіки. У цій зустрічі грали М. Симонян (капітан команди), В. Марганія, Н. Дзяпшіпа, П. Сичинава, Г.Бондаренко (автор переможного гола), брати А. та Г. Грамматикопуло, В. Тарба й ін.
У 1948 році сухумці знову стають чемпіонами республіки, а також завойовують Кубок Грузії. Після цих тріумфальних перемог до сухумських футболістів стали придивлятися тренери провідних команд Союзу. У московський «Спартак» запросили Н. Симоняна, в ленінградське «Динамо» - Г.Бондаренко і Г. Грамматикопуло, в тбіліське «Динамо» - цілу групу гравців, в тому числі В. Марганія, Н. Дзяпшипа, Ю. Вардіміаді, А. Гогоберідзе й Г. Елчіді.
У 70—80-х рр. XX ст. в команді «Динамо» (Сухумі) грала ціла плеяда висококласних, технічних футболістів: Г.Бенідзе, Т. Жіба, Ю. Кабаков, А. Губарь, В. Хартакопуло, Т. Жанаа, А. Драч, В. Тесленко, Б. Нанба, Ю. Логуа, І. Шептицький, Р. Бостанджян, Д. Ахвледіані, Г. Чалигава, А. Кантарія, Е. Мампорія, Р. Хагба, Р. Тарба, С. Тарба й ін. Не раз, граючи в фінальному пулі за право виходу в першу лігу класу А, сухумські динамівці все ж відстояли в 1989 році це право. Але радість була затьмарена загостренням внутрішньополітичної обстановки в Абхазії. Спорт став жертвою політики - сухумське «Динамо» було розділено на дві частини за національним принципом. Відбувся розкол. Новому старшому тренеру сухумців, майстру спорту міжнародного класу Олегу Васильовичу Долматова в такій складній ситуації довелося терміново запрошувати з Москви воротаря Овчинникова, польових гравців Добашина, Сабітова, Смирнова, Бестаєва, Шептицького та ін.
У 1990 році було створено нову грузинську Лігу Умаглесі, до якої приєдналися більшість грузинських футбольних клубів, в тому числі Динамо (Тбілісі) і Торпедо (Кутаїсі). На противагу іншим, «Динамо» (Сухумі) волів залишитися в радянській системі футбольних Ліг. У цей же час були сформовані колишніми гравцями кутаїського «Динамо» клуби «Цхумі» й АСМК. Будучи новачками першої ліги, сухумське «Динамо» в 1990 році з 38-ми матчів «Динамо» здобуло 14 перемог, 8 ігор завершили внічию й 16 програли, посівши в підсумковій таблиці 12-те місце. Непоганий дебют для щойно сформованої команди, яка випередила багатьох досвідчених клубів, у тому числі: «Зеніт», «Кубань», «Котайк», «Кайрат» і ще чотири команди. Найбільшу кількість зустрічей тоді за абхазький клуб провів у першій лізі Тамаз Єнікой - 37 матчів. Найкращий бомбардир сезону Георгій Чалигава - 12 м'ячів. Після закінчення сезону 1990 року провідні гравці сухумського «Динамо» перейшли грати за різні команди вищої ліги. І напередодні нового сезону знову постала проблема комплектування команди. Адже в розпорядженні керівників динамівського клубу залишилися лише воротар Сергій Смєлов, захисники Саїд і Родеро Тарба, півзахисники Тамаз Єнікой, Тенгіз Логуа, Даур Ахвледіані, Джума Квараггхелія, Джемал Губаз, нападники Георгій Чалигава і Роман Хагба. Становище було критичним. Як і раніше сухумцям допомогли москвичі. Вони терміново делегували в динамівський клуб ряд досвідчених гравців, в тому числі Лева Березнера, Андрія Жирова, Сергія Білоусова, Геннадія Тимофеєва, Анзора Коблева, Аслана Мустафаєва. Сухумци не тільки вистояли, а й зайняли досить високе, 10-те місце в підсумковій таблиці. Після 1991 року, в зв'язку з війною в Абхазії та Грузії, майже всі абхазькі футбольні клуби тимчасово припинили свої виступи.
Відмінну гру показали в заключному турі футбольного чемпіонату країни (перша ліга) в 1991 році сухумські динамівці, які зустрілися на своєму Республіканському стадіоні з одноклубниками зі Ставрополя. Для того, щоб потрапити в першу десятку в підсумковій таблиці, в число найкращих команд, сухумцям необхідно було здобути перемогу над суперником з будь-яким рахунком. Однак і команду, і її керівників хвилювало те, що у господарів поля був негативний баланс забитих і пропущених м'ячів (44-49). Тому перед колективом було поставлено завдання - не тільки неодмінно здобути перемогу над досвідченим суперником, але і постаратися забити якомога більше голів. І з цим завданням сухумці впоралися блискуче.
На рахунку Р. Хагби - 10 забитих м'ячів, за ним з 7-ма голами був Л. Березнер. На третьому місці Т. Енік - 5 голів. За 4 голи забили Г. Чалшава, А. Коблєв, Г. Тимофеєв й Т. Логуа. По три голи провели С. Тарба, С. Белоусов і Д. Губаз. Два м'ячі - на рахунку А. Жирова й один - у дебютанта команди Р. Аджинджал. Цікаво, що в різний час начальниками команди майстрів сухумського «Динамо» були: М. Берулава, Г. Грамматикопуло, В. Барциц, Б.Нанба і В. Делба. А президентами Федерації футболу - Г. Берулава, Н. Кемуларія, Г. Цобехія, В. Міканба, Р. Ампар, В. Аршба, Г. Цвінарія, А. Міквабія і А. Дзапшба.

### В абхазькому чемпіонаті
В 1994 році «Динамо» (Сухумі) стає одним з клубів-засновників Чемпіонату Абхазії та стає її першим переможцем, але вже через декілька років команда припинила своє існування.
27 жовтня 2009 року в «Республіці Абхазії» був знову відроджений клуб «Динамо» (Сухумі), який став правонаступником й продовжувачем традицій сухумської футбольної команди «Динамо», яку було створено в 1927 році.
Перша команда «Динамо» з моменту утворення взяла участь у двох «чемпіонатах Абхазії», зайнявши в дебютному сезоні третє місце та виграла «кубок Абхазії». Форвард «Динамо» Геннадій Кація став найкращим бомбардиром чемпіонату в сезоні 2010 року. І вже в 2011 році команда «Динамо» вела боротьбу за перемогу й лише на фініші поступилася досвідченішим конкурентам. У цьому сезоні перед командою поставлено завдання - перемогти в «чемпіонаті» та в «Кубку Абхазії».
У 2010 році дитяча команда «Динамо» (Сухумі) 2000 року народження посіла третє місце на міжнародному турнірі пам'яті Валентина Бубукіна.
У керівництва «Динамо» є плани по створенню розвиненої сучасної інфраструктури, в даний момент ведуться переговори, про повернення колишніх спортивних об'єктів динамівців: спортбази й стадіону в місті Сухумі. При цьому «керівництво клубу» головною і найважливішою метою «Динамо» в середньостроковій перспективі визначило вихід команди в Російський чемпіонат. Створення клубу рівня прем'єр ліги, здатного гідно представляти абхазький футбол на російській та міжнародній арені.

## Досягнення
- Чемпіонат Грузинської РСР
  -  Чемпіон (2): 1947, 1948

- Чемпіонат Абхазії
  -  Чемпіон (1): 1994

## Статистика виступів

### У чемпіонаті СРСР
| Рік  | Змагання                                  | Місце | І  | В  | Н   | П  | М     | Тренер | Примітки             |
| ---- | ----------------------------------------- | ----- | -- | -- | --- | -- | ----- | ------ | -------------------- |
| 1946 | Третя група, Закавказька зона             | 2     | 12 | 6  | 5   | 1  |       |        |                      |
| 1961 | Клас «Б», Союзні республіки, 1-ша зона    | 9     | 30 | 12 | 5   | 13 | 43-35 |        |                      |
| 1962 | Клас «Б», Союзні республіки, 1-ша зона    | 8     | 32 | 10 | 12  | 10 | 36-33 |        |                      |
| 1963 | Клас «Б», Союзні республіки, 1-ша зона    | 6     | 30 | 11 | 13  | 6  | 34-23 |        |                      |
| 1964 | Клас «Б» СРСР, РРФСР, 4-та зона           | 9     | 34 | 11 | 11  | 12 | 35-39 |        |                      |
| 1965 | Клас «Б» СРСР, РРФСР, 4-та зона           | 5     | 38 | 21 | 4   | 13 | 69-43 |        |                      |
| 1965 | Клас «Б» СРСР, РРФСР, 1/2 фіналу          | 3     | 3  | 1  | 0   | 2  | 4-9   |        |                      |
| 1966 | >Клас «Б» СРСР, РРФСР, 4-та зона          | 13    | 38 | 13 | 10  | 15 | 45-44 |        |                      |
| 1967 | >Клас «Б» СРСР, РРФСР, 4-та зона          | 6     | 38 | 16 | 13  | 9  | 59-35 |        |                      |
| 1967 | Клас «Б» СРСР, РРФСР, 1/2 фіналу          | 4     | 3  | 0  | 1   | 2  | 2-4   |        |                      |
| 1968 | Клас «Б» СРСР, РРФСР, 4-та зона           | 13    | 40 | 15 | 8   | 17 | 60-53 |        |                      |
| 1969 | Клас «Б» СРСР, РРФСР, Закавказька зона    | 18    | 38 | 12 | 7   | 19 | 50-46 |        |                      |
| 1970 | Клас «Б», РРФСР, 2-га зона, 1-ша підгрупа | 13    | 34 | 9  | 11  | 14 | 31-37 |        |                      |
| 1971 | Друга ліга СРСР, 4-та зона                | 13    | 38 | 12 | 12  | 14 | 50-50 |        |                      |
| 1972 | Друга ліга, 3-тя ліга                     | 16    | 36 | 7  | 15  | 14 | 35-51 |        |                      |
| 1973 | Друга ліга, 4-та зона                     | 17    | 34 | 8  | 5+1 | 20 | 32-53 |        |                      |
| 1977 | Друга ліга, 4-та зона                     | 16    | 42 | 13 | 12  | 17 | 47-64 |        |                      |
| 1978 | Друга ліга, 4-та зона                     | 18    | 46 | 15 | 12  | 19 | 61-66 |        |                      |
| 1979 | Друга ліга, 4-та зона                     | 8     | 46 | 18 | 16  | 12 | 49-39 |        |                      |
| 1980 | Друга ліга, 9-та зона                     | 4     | 30 | 15 | 3   | 12 | 48-31 |        |                      |
| 1981 | Друга ліга, 9-та зона, 1-8 місця          | 3     | 44 | 20 | 10  | 14 | 73-58 |        |                      |
| 1982 | Друга ліга, 9-та зона                     | 5     | 32 | 15 | 8   | 9  | 38-34 |        |                      |
| 1983 | Друга ліга, 9-та зона                     | 12    | 32 | 12 | 6   | 14 | 38-42 |        |                      |
| 1984 | Друга ліга, 9-та зона                     | 10    | 32 | 14 | 5   | 13 | 49-48 |        |                      |
| 1985 | Друга ліга, 9-та зона                     | 7     | 30 | 15 | 4   | 11 | 44-30 |        |                      |
| 1986 | Друга ліга, 9-та зона                     | 2     | 30 | 18 | 3   | 9  | 52-33 |        |                      |
| 1987 | Друга ліга, 9-та зона                     | 2     | 30 | 16 | 7   | 7  | 51-32 |        |                      |
| 1988 | Друга ліга, 9-та зона                     | 6     | 38 | 18 | 7   | 13 | 55-42 |        |                      |
| 1989 | Друга ліга, 9-та зона                     | 1     | 42 | 29 | 7   | 6  | 92-35 |        |                      |
| 1989 | Друга ліга, фінал Б                       | 1     | 4  | 3  | 0   | 1  | 5-1   |        | Перехід у Першу лігу |
| 1990 | Перша ліга                                | 12    | 38 | 14 | 8   | 16 | 36-41 |        |                      |
| 1991 | Перша ліга                                | 10    | 42 | 16 | 11  | 15 | 50-50 |        |                      |

### Кубок СРСР
- 1961 — 1/64 фіналу
- 1962 — 1/256 фіналу
- 1963 — 1/512 фіналу
- 1964 — 1/64 фіналу
- 1965 — 1/16 фіналу
- 1965/1966 — 1/512 фіналу
- 1966/1967 — 1/256 фіналу
- 1967/1968 — 1/2048 фіналу
- 1987/1988 — 1/8 фіналу
- 1988/1989 — 1/64 фіналу
- 1990/1991 — 1/64 фіналу
- 1991/1992 — 1/64 фіналу

## Відомі гравці
- Отар Габелія
- Вальтер Саная
- Автанділ Гогоберідзе
- Георгій Граматикопуло
- Ахрік Цвейба
- Даур Ахвледіані
- Руслан Аджинджал
- Лев Березнер
- Андрій Чекунов
- Паулодзе Губбардободов
- Гіоргі Чіхрадзе
- Гоча Гогричіані
- Роман Хагба
- Кецбая Темурі
- Геннадій Бондарук
- Сергій Овчинников
- Олександр Смірнов